# Kemični element
Kémični element (tudi kémična prvína) je snov, ki je ni mogoče z nobenim kemijskim postopkom razstaviti na enostavnejše sestavine. Kemični elementi se delijo na kovine, polkovine in nekovine, nekatere je mogoče dobiti le umetno. Najmanjši delci kemičnega elementa so atomi.
Za razliko od kemičnih spojin kemičnih elementov ni mogoče razgraditi na enostavnejše snovi z nobeno kemično reakcijo. Število protonov v jedru je opredelitvena lastnost elementa, ki jo imenujejemo atomsko število (predstavljeno s simbolom Z) - vsi atomi z enakim atomskim številom so atomi istega elementa. Celotna barionska snov vesolja je sestavljena iz kemičnih elementov. Ko so različni elementi podvrženi kemičnim reakcijam, se atomi prerazporedijo v nove spojine, ki se držijo skupaj s pomočjo kemičnih vezi. Le manjši del elementov, kot sta srebro in zlato, se pojavljajo na Zemlji kot spojine ali zmesi. Zrak je predvsem mešanica elementov dušika, kisika in argona, čeprav vsebuje tudi spojine, vključno z ogljikovim dioksidom in vodo.
Zgodovina odkrivanja in uporabe elementov se je začela s primitivnimi človeškimi družbami, ki so odkrile naravne minerale, kot so ogljik, žveplo, baker in zlato (čeprav koncepta kemičnega elementa še niso razumeli). Poskusi razvrščanja materialov so skozi zgodovino človeka privedli do konceptov klasičnih elementov, alkimije in različnih podobnih teorij. Velik del sodobnega razumevanja elementov se je razvil iz dela Dmitrija Mendelejeva, ruskega kemika, ki je leta 1869 objavil prvo prepoznavno periodno tabelo. Ta tabela organizira elemente s povečevanjem atomskega števila v vrstice (»periode«), v katerih si stolpci (»skupine«) delijo ponavljajoče se (»periodične«) fizikalne in kemične lastnosti. Periodična tabela povzema različne lastnosti elementov, kar kemikom omogoča izpeljevanje odnosov med njimi in omogoča napovedi o spojinah in potencialnih novih elementih.
Do novembra 2016 je Mednarodna zveza za čisto in uporabno kemijo priznala skupno 118 elementov. Prvih 94 se pojavlja naravno na Zemlji, preostalih 24 pa je sintetičnih elementov, ki nastajajo v jedrskih reakcijah. Razen nestabilnih radioaktivnih elementov (radionuklidov), ki hitro razpadejo, so skoraj vsi elementi dostopni industrijsko v različnih količinah. Odkrivanje in sinteza nadaljnjih novih elementov je področje znanstvenega preučevanja.

## Poimenovanje
Vsaka kemična prvina ima ime. Za nekatere prvine so v uporabi ljudska imena, ki se uporabljajo že dolgo (železo, zlato, žveplo, ogljik), drugi pa so dobili svoje ime po lastnostih (npr. klor po zeleni barvi, jod po vijolični barvi, živo srebro zaradi tekočega stanja). Nekatere prvine so dobile ime po značilnih spojinah ali rudninah, npr. natrij po sodi (iz egipčanske besede nater), fluor po fluoritu, kalcij po apnu (latinsko calx). Nekateri so dobili ime po ležišču (iterbij po Ytterbiju, stroncij po Strontionu), drugi po mestih, državah, celinah (lutecij po latinskem poimenovanju za Pariz, germanij po Nemčiji, evropij, americij), planetih (uran, neptunij, plutonij) ali po znanstvenikih (ajnštajnij, mendelevij).
Imena prvin, ki so prevzeta iz drugih jezikov, imajo končaj -ij, razen izjem, kot so klor, brom, jod, uran. Imena novoodkritih prvin se brez izjem obrazilijo z -ij, npr. berkelij, kalifornij. Pisava je fonetična, razen pri novejših prvinah, poimenovanih po pomembnih znanstvenikih, se uporablja tudi izvorna pisava (ajnštajnij ali einsteinij po Einsteinu, kirij ali curij po zakoncih Curie ...). Pravopis daje prednost poslovenjenim zapisom (npr. ajnštajnij pred einsteinij).

## Opis
Najlažja kemična elementa sta vodik in helij. Oba sta nastala z nukleosintezo Velikega poka v prvih 20 minutah vesolja v razmerju mase okoli 3:1 (ali 12:1 glede na število atomov), skupaj z drobnimi sledmi naslednjih dveh elementov, litijaa in berilija. Skoraj vsi drugi elementi, ki jih najdemo v naravi, so bili ustvarjeni z različnimi naravnimi metodami nukleosinteze.
Od 94 naravnih elementov imajo tisti z atomskimi števili od 1 do 82 vsak vsaj en stabilen izotop (razen tehnecija, elementa 43 in prometija, elementa 61, ki nimata stabilnih izotopov). Izotopi, ki se štejejo za stabilne, so tisti, pri katerih še niso opazili radioaktivnega razpada. Elementi z atomskimi števili od 83 do 94 so nestabilni do te mere, da je mogoče zaznati radioaktivni razpad vseh izotopov. Nekateri od teh elementov, zlasti bizmut (atomsko število 83), torij (atomsko število 90) in uran (atomsko število 92), imajo enega ali več izotopov z dovolj dolgo razpolovno dobo, da preživijo kot ostanki eksplozivne zvezdne nukleosinteze, ki je ustvarila težke kovine pred nastankom našega Osončja. Pri več kot 1,9 ×1019   let, kar je več kot milijardokrat dlje od trenutne ocenjene starosti vesolja, ima bizmut-209 (atomsko število 83) najdaljšo znano razpolovno dobo razpada alfa od katerega koli naravnega elementa in se skoraj vedno šteje za enakovrednega 80-im stabilnim elementom. Najtežji elementi (tisti za plutonijem, element 94) so podvrženi radioaktivnemu razpadu s tako kratkim razpolovnim časom, da jih v naravi ne najdemo in jih je treba sintetizirati.
Danes je znanih 118 elementov. V tem kontekstu "znano" pomeni da je element dovolj dobro opazovan, četudi le iz nekaj produktov razpada, da se lahko razlikuje od drugih elementov. O zadnjem elementu, sintezi elementa 118 (od takrat je poimenovan oganeson), so poročali oktobra 2006, o sintezi elementa 117 (tenes) pa aprila 2010. Od teh 118 elementov se jih 94 nahaja naravno na Zemlji. Šest od teh se pojavlja v velikih količinah v sledovih: tehnecij, atomsko število 43; prometij, število 61; astat, število 85; francij, število 87; neptunij, število 93; in plutonij, število 94. Teh 94 elementov je bilo odkritih v vesolju, v spektrih zvezd in tudi supernov, kjer na novo nastajajo kratkoživi radioaktivni elementi. Prvih 94 elementov je bilo odkritih neposredno na Zemlji kot prvobitni nuklidi, prisotni iz nastanka Osončja, ali kot naravno prisotni produkti cepitve ali transmutacije urana in torija.
Preostalih 24 težjih elementov, ki jih danes ne najdemo niti na Zemlji niti v astronomskih spektrih, je bilo proizvedenih umetno: vsi so radioaktivni, z zelo kratkimi razpolovnimi časi. Če so bili kateri koli atomi teh elementov prisotni pri nastanku Zemlje, je zelo verjetno, da že razpadli, in če so nastali na novo, so bili v količinah premajhni, da bi jih lahko opazili. Tehnecij je bil prvi domnevno nenaravni sintetiziran element, ki je bil sintetiziran leta 1937, čeprav so od takrat v naravi našli količine tehnecija v sledovih (in tudi element je bil morda odkrit naravno leta 1925). Ta vzorec umetne proizvodnje in kasnejšega odkritja v naravi se je ponovil z več drugimi radioaktivnimi naravno prisotnimi redkimi elementi.
Ena najbolj priročnih in zagotovo najbolj tradicionalnih predstavitev elementov je v obliki tabele periodnega sistema, ki združuje elemente s podobnimi kemičnimi lastnostmi (in običajno tudi podobnimi elektronskimi strukturami).
Simbol za atomsko število je Z.

### Atomsko število
Atomsko število elementa (oznaka Z) je enako številu protonov v atomskem jedru. Na primer, vsi atomi ogljika v svojem atomskem jedru vsebujejo 6 protonov; torej je atomsko število ogljika 6. Ogljikovi atomi imajo lahko različno število nevtronov; atomi istega elementa z različnim številom nevtronov so znani kot izotopi elementa.
Število protonov v atomskem jedru določa tudi njegov električni naboj, ki posledično določa število elektronov atoma v njegovem neioniziranem stanju. Elektroni so postavljeni v atomske orbitale, ki določajo različne kemične lastnosti atoma. Število nevtronov v jedru ima običajno zelo malo vpliva na kemične lastnosti elementa (razen v primeru vodika in devterija). Tako imajo vsi izotopi ogljika skoraj enake kemične lastnosti, ker imajo vsi šest protonov in šest elektronov, čeprav imajo lahko ogljikovi atomi, na primer, 6 ali 8 nevtronov. Zato za identifikacijsko značilnost kemičnega elementa raje štejemo atomsko in ne masno število ali atomsko težo.

### Izotopi
Izotopi so atomi istega elementa (torej z enakim številom protonov v atomskem jedru), vendar imajo različno število nevtronov. Tako na primer obstajajo trije glavni izotopi ogljika. Vsi ogljikovi atomi imajo v jedru 6 protonov, lahko pa imajo 6, 7 ali 8 nevtronov. Ker so njihova masna števila 12, 13 in 14, so trije izotopi ogljika znani kot ogljik-12, ogljik-13 in ogljik-14, pogosto krajšan na 12C, 13C in 14C. Ogljik je v vsakdanjem življenju in v kemiji zmes 12C (približno 98, %), 13C (približno 1,1 %) in približno 1 atom na trilijon 14C.
Večina (66 od 94) v naravi pojavljajočih se elementov ima več kot en stabilen izotop. Razen izotopov vodika (ki se med seboj močno razlikujejo po relativni masi – dovolj, da za povzročitev kemičnih učinkov), se izotopi danega elementa kemično skoraj ne razlikujejo.
Vsi elementi imajo izotope, ki so radioaktivni (radioizotopi), čeprav se vsi ti radioizotopi ne pojavljajo naravno. Radioizotopi običajno razpadejo na druge elemente, ko pride do sevanja delca alfa ali delca beta. Če ima element izotope, ki niso radioaktivni, se ti imenujejo "stabilni" izotopi. Vsi znani stabilni izotopi se pojavljajo naravno (glej prvobitni izotop). Številnim radioizotopom, ki jih v naravi ne najdemo, so bile lastnosti določene, po tem, ko so jih umetno izdelali. Nekateri elementi nimajo stabilnih izotopov in so sestavljeni izključno iz radioaktivnih izotopov: elementi brez stabilnih izotopov so tehnecij (atomsko število 43), prometij (atomsko število 61) in vsi opazovani elementi z atomskim številom večjim od 82.
Od 80 elementov, ki imajo vsaj en stabilni izotop, jih ima 26 le enega samega. Povprečno število stabilnih izotopov za 80 stabilnih elementov je 3,1 stabilnih izotopov na element. Največje število stabilnih izotopov, ki se pojavljajo pri enem elementu, je 10 (za kositer, element 50).

### Izotopska masa in atomska masa
Masno število elementa (oznaka A) je število nukleonov (protonov in nevtronov) v atomskem jedru. Različne izotope določenega elementa ločimo po njihovih masnih številih, ki so običajno zapisana levo zgoraj ob simbolu elementa (npr. 238U). Masno število je vedno celo število in ima enote "nukleonov". Na primer, magnezij-24 (24 je masno število) je atom s 24 nukleoni (12 protonov in 12 nevtronov).
Medtem ko masno število preprosto šteje skupno število nevtronov in protonov in je zatorej naravno (ali celo) število, je atomska masa posameznega atoma realno število, ki daje maso določenega izotopa (ali "nuklida") elementa, izražena v enotah atomske mase (simbol: u). Na splošno se masno število danega nuklida po vrednosti nekoliko razlikuje od njegove atomske mase, saj masa vsakega protona in nevtrona ni točno 1 u; saj elektroni prispevajo manjši delež k atomski masi, ker število nevtronov presega število protonov; in (končno) zaradi jedrske vezavne energije. Na primer, atomska masa klora-35 je 34,969 u in klora-37 je 36,966 u. Vendar pa je atomska masa v u vsakega izotopa precej blizu njegovemu masnemu številu (vedno znotraj 1%). Edini izotop, katerega atomska masa je natančno naravno število, je 12C, ki ima po definiciji maso natančno 12, ker je u definiran kot 1/12 mase prostega nevtralnega atoma ogljika-12 v osnovnem stanju.
Standardna atomska teža (običajno imenovana "atomska teža") elementa je povprečje atomskih mas vseh izotopov kemičnega elementa, ki jih najdemo v določenem okolju, tehtano z izotopsko pogostnostjo relativno na enoto atomske mase. To število je lahko ulomek, ki ni blizu celemu številu. Na primer, relativna atomska masa klora je 35,453 u, ki se močno razlikuje od celega števila, saj je v povprečju približno 76% klora-35 in 24% klora-37. Kadar se relativna vrednost atomske mase razlikuje za več kot 1% od celega števila, je to posledica učinka tega povprečenja, saj so v vzorcu tega elementa naravno prisotne znatne količine več kot enega izotopa.

### Kemično čisto in izotopsko čisto
Kemiki in jedrski znanstveniki različno definirajo čisti element. V kemiji čisti element pomeni snov,  v kateri so vsi atomi enaki (ali v praksi skoraj vsi) in enako atomsko število ali število protonov. Jedrski znanstveniki pa čisti element definirajo kot element, ki je sestavljen samo iz enega stabilnega izotopa.
Na primer, bakrena žica je 99,99% kemično čista, če je 99,99% njenih atomov bakrenih, s po 29 protoni. Vendar pa ni izotopsko čist, saj je navaden baker sestavljen iz dveh stabilnih izotopov, 69% 63Cu in 31% 65Cu, z različnim številom nevtronov. Vendar bi palica čistega zlata lahko bila kemično kot izotopsko čista, saj zlato je običajno sestavljeno samo iz enega izotopa, 197Au.

### Alotropi
Atomi kemično čistih elementov se lahko kemično vežejo drug na drugega na več načinov, kar omogoča, da čisti element obstaja v več kemičnih strukturah (prostorska razporeditev atomov), znanih kot Alotropija, ki se razlikujejo po svojih lastnostih. Na primer, ogljik lahko najdemo kot diamant, ki ima tetraedrsko strukturo okoli vsakega atoma ogljika; grafit, ki ima plasti ogljikovih atomov s šesterokotno strukturo, zložene drug na drugem; grafen, ki je en sam sloj zelo močnega grafita; fulereni, ki imajo skoraj sferične oblike; in ogljikove nanocevke, ki so cevi s šesterokotno strukturo (tudi te se lahko med seboj razlikujejo po električnih lastnostih). Sposobnost elementa, da obstaja v eni od mnogih strukturnih oblik, je znana kot "alotropija".
Standardno stanje elementa, znano tudi kot referenčno stanje, je opredeljeno kot njegovo termodinamično najbolj stabilno stanje pri tlaku 1 bar in dani temperaturi (običajno pri 25 °C). V termokemiji je element definiran tako, da ima tvorbeno entalpijo nič v svojem standardnem stanju. Na primer, referenčno stanje za ogljik je grafit, ker je struktura grafita bolj stabilna kot pri drugih alotropih.

### Lastnosti
Za elemente je mogoče uporabiti več vrst opisnih kategorizacij, vključno z upoštevanjem njihovih splošnih fizikalnih in kemičnih lastnosti, stanjem snovi v znanih pogojih, njihovega tališča in vrelišča, njihove gostote, njihove kristalne strukture kot trdne snovi in njihovega izvora.

#### Splošne lastnosti
Za opis splošnih fizikalnih in kemičnih lastnosti kemičnih elementov se običajno uporablja več izrazov. Prva razlika je med kovinami, ki zlahka prevajajo elektriko, Nekovinami, ki je ne, in majhno skupino (polkovine), ki imajo vmesne lastnosti in se pogosto obnašajo kot polprevodniki.
Bolj izpopolnjena klasifikacija je pogosto prikazana v barvnih predstavitvah periodnega sistema. Ta sistem omejuje izraza "kovina" in "nekovina" samo na nekatere širše opredelitve kovin in nekovin, pri čemer dodaja dodatne izraze za nekatere skupine širše obravnavanih kovin in nekovin. Različica te klasifikacije, ki se uporablja v periodnih tabelah, predstavljenih tukaj, vključuje: aktinoide, alkalijske kovine, zemeljskoalkalijske kovine, halogene, lantanoide, prehodne kovine, šibke kovine, polkovine, reaktivne nekovine in žlahtne pline. V tem sistemu so alkalijske kovine, zemeljskoalkalijske kovine in prehodne kovine, pa tudi lantanoidi in aktinoidi, posebne skupine kovin, na katere gledamo v širšem smislu. Podobno so reaktivne nekovine in žlahtni plini nekovine, gledano v širšem smislu. V nekaterih predstavitvah se halogeni ne ločujejo, pri čemer je astat opredeljen kot polkovina, drugi pa kot nekovine.

#### Stanje snovi
Druga pogosto uporabljeno osnovno razlikovanje med elementi je njihovo agregatno stanje snovi (faza), bodisi je trdno, tekoče ali plinasto, pri izbrani standardni temperaturi in tlaku (STP). Večina elementov so trdnine pri običajnih temperaturah in atmosferskem tlaku, medtem ko jih je nekaj plinov. Samo brom in živo srebro sta tekočini pri 0 stopinjah Celzija in normalnem atmosferskem tlaku; cezij in galij sta pri tej temperaturi trdni snovi, a se stalia pri 28,4 °C in 29,8 °C

#### Tališče in vrelišče
Pri karakterizaciji različnih elementov se običajno uporabljata tališče in vrelišče, običajno izražena v stopinjah Celzija pri tlaku ene atmosfere. Čeprav sta podatka znana za večino elementov, sta ena ali obe meritvi še vedno nedoločeni za nekatere radioaktivne elemente, ki so na voljo le v majhnih količinah. Ker helij pri atmosferskem tlaku ostane tekočina tudi pri absolutni ničli, ima v običajnih predstavitvah le vrelišče, brez tališča.

#### Gostote
Gostota pri izbrani standardni temperaturi in tlaku (STP) se pogosto uporablja pri karakterizaciji elementov. Gostota je pogosto izražena v gramih na kubični centimeter (g/cm3). Ker več elementov plinov obstaja pri običajnih temperaturah, je njihova gostota običajno navedena za njihove plinaste oblike; ko so utekočinjeni ali v trdnem stanju, imajo plinasti elementi gostoto podobno gostoti drugih elementov.
Kadar ima element alotrope različnih gostot, je v opisih običajno izbran en reprezentativni alotrop, medtem ko se gostote za vsak alotrop lahko navejo, kjer je na voljo več podrobnosti. Na primer, trije znani alotropi ogljika (amorfni ogljik, grafit in diamant) imajo gostote 1,8–2,1, 2,267 in 3,515 g/cm3.

#### Kristalne strukture
Elementi, ki so jih preučevali kot trdnine, imajo osem vrst kristalnih struktur: kubične, telesno centrirane kubične, ploskovno centrirane kubične, heksagonalne, monoklinske, ortorombne, romboedrične in tetragonalne. Za nekatere sintetično proizvedene transuranske elemente so bili razpoložljivi vzorci premajhni za določitev kristalnih struktur.

#### Pojavljanje in izvor na Zemlji
Kemične elemente lahko razvrstimo glede na njihov izvor na Zemlji, pri čemer prvih 94 elementov štejemo za naravno prisotne, medtem ko so tisti z atomskim številom nad 94 proizvedeni le umetno kot sintetični produkti jedrskih reakcij, ki jih je ustvaril človek.
Od 94 elementov, ki se pojavljajo v naravi, jih 83 velja za prvobitne in so ali stabilni ali šibko radioaktivni. Preostalih 11 naravno prisotnih elementov ima prekratko razpolovno dobo, da bi bili prisotni ob pričetku Osončja in jih zato štejemo za prehodne elemente. Od teh 11 prehodnih elementov jih 5 (polonij, radon, radij, aktinij in protaktinij) običajno nastane kot razpadni produkt torija in urana. Preostalih 6 prehodnih elementov (tehnecij, prometij, astat, francij, neptunij in plutonij) se pojavlja le redko, kot produkt redkejših načinov razpada ali procesov jedrske reakcije, ki vključujejo uran ali druge težke elemente.
Za elemente z atomskimi števili od 1 do 82 radioaktivnega razpada niso opazili, razen za 43 (tehnecij) in 61 (prometij). Opazovano stabilni izotopi nekaterih elementov (kot sta volfram in svinec) pa naj bi bili rahlo radioaktivni z zelo dolgo razpolovno dobo: na primer, razpolovne dobe, predvidene pri opazovanih stabilnih izotopih svinca, se gibljejo od 1035 do 10189 let. Elementi z atomskimi števili 43, 61 in 83 do 94 so dovolj nestabilni, da je njihov radioaktivni razpad mogoče zlahka zaznati. Trije od teh elementov, bizmut (element 83), torij (element 90) in uran (element 92) imajo enega ali več izotopov z dovolj dolgo razpolovno dobo, da so preživeli kot ostanki eksplozivne zvezdne nukleosinteze, ki je ustvarila težke elemente že pred nastankom Osončja. Na primer, pri več kot 1,9×1019 let, kar je več kot milijardokrat dlje od trenutne ocenjene starosti vesolja, ima bizmut-209 najdaljšo znano razpolovno dobo razpada alfa od vseh naravnih elementov. Najtežjih 24 elementov (tistih za plutonijem, element 94) radioaktivno razpade s kratkim razpolovnim časom in jih ni mogoče ustvariti kot potomce dolgoživih elementov, zato se v naravi ne pojavljajo.

### Periodni sistem elementov
| Skupina   | 1                         | 2                       |            | 3                   | 4                     | 5                     | 6                  | 7                 | 8                 | 9                   | 10                   | 11                  | 12                   | 13                  | 14                 | 15                   | 16                   | 17              | 18                 |
| --------- | ------------------------- | ----------------------- | ---------- | ------------------- | --------------------- | --------------------- | ------------------ | ----------------- | ----------------- | ------------------- | -------------------- | ------------------- | -------------------- | ------------------- | ------------------ | -------------------- | -------------------- | --------------- | ------------------ |
|           | Vodik & alkalijske kovine | Zemljoalkalijske kovine |            |                     |                       |                       |                    |                   |                   |                     |                      |                     |                      |                     |                    | Pniktogeni           | Halkogeni            | Halogeni        | Žlahtni plini      |
| Perioda 1 | Vodik1H1,008              |                         |            |                     |                       |                       |                    |                   |                   |                     |                      |                     |                      |                     |                    |                      |                      |                 | Helij2He4,0026     |
| 2         | Litij3Li6,94              | Berilij4Be9,0122        |            |                     |                       |                       |                    |                   |                   |                     |                      |                     |                      | Bor5B10,81          | Ogljik6C12,011     | Dušik7N14,007        | Kisik8O15,999        | Fluor9F18,998   | Neon10Ne20,180     |
| 3         | Natrij11Na22,990          | Magnezij12Mg24,305      |            |                     |                       |                       |                    |                   |                   |                     |                      |                     |                      | Aluminij13Al26,982  | Silicij14Si28,085  | Fosfor15P30,974      | Žveplo16S32,06       | Klor17Cl35,45   | Argon18Ar39,95     |
| 4         | Kalij19K39,098            | Kalcij20Ca40,078        |            | Skandij21Sc44,956   | Titan22Ti47,867       | Vanadij23V50,942      | Krom24Cr51,996     | Mangan25Mn54,938  | Železo26Fe55,845  | Kobalt27Co58,933    | Nikelj28Ni58,693     | Baker29Cu63,546     | Cink30Zn65,38        | Galij31Ga69,723     | Germanij32Ge72,630 | Arzen33As74,922      | Selen34Se78,971      | Brom35Br79,904  | Kripton36Kr83,798  |
| 5         | Rubidij37Rb85,468         | Stroncij38Sr87,62       |            | Itrij39Y88,906      | Cirkonij40Zr91,224    | Niobij41Nb92,906      | Molibden42Mo95,95  | Tehnicij43Tc[97]  | Rutenij44Ru101,07 | Rodij45Rh102,91     | Paladij46Pd106,42    | Srebro47Ag107,87    | Kadmij48Cd112,41     | Indij49In114,82     | Kositer50Sn118,71  | Antimon51Sb121,76    | Telur52Te127,60      | Jod53I126,90    | Ksenon54Xe131,29   |
| 6         | Cezij55Cs132,91           | Barij56Ba137,33         | 1 asterisk | Lutecij71Lu174,97   | Hafnij72Hf178,49      | Tantal73Ta180,95      | Volfram74W183,84   | Renij75Re186,21   | Osmij76Os190,23   | Iridij77Ir192,22    | Platina78Pt195,08    | Zlato79Au196,97     | Živosrebro80Hg200,59 | Talij81Tl204,38     | Svinec82Pb207,2    | Bizmut83Bi208,98     | Polonij84Po[209]     | Astat85At[210]  | Radon86Rn[222]     |
| 7         | Francij87Fr[223]          | Radij88Ra[226]          | 1 asterisk | Lavrencij103Lr[266] | Raderfordij104Rf[267] | Dubnij105Db[268]      | Siborgij106Sg[269] | Borij107Bh[270]   | Hasij108Hs[269]   | Majtnerij109Mt[278] | Darmštatij110Ds[281] | Rentgenij111Rg[282] | Kopernicij112Cn[285] | Nihonij113Nh[286]   | Flerovij114Fl[289] | Moskovij115Mc[290]   | Livermorij116Lv[293] | Tenes117Ts[294] | Oganeson118Og[294] |
|           |                           |                         |            |                     |                       |                       |                    |                   |                   |                     |                      |                     |                      |                     |                    |                      |                      |                 |                    |
|           |                           |                         | 1 asterisk | Lantan57La138,91    | Cerij58Ce140,12       | Prazeodim59Pr140,91   | Neodim60Nd144,24   | Prometij61Pm[145] | Samarij62Sm150,36 | Evropij63Eu151,96   | Gadolinij64Gd157,25  | Terbij65Tb158,93    | Disprozij66Dy162,50  | Holmij67Ho164,93    | Erbij68Er167,26    | Tulij69Tm168,93      | Iterbij70Yb173,05    |                 |                    |
|           |                           |                         | 1 asterisk | Aktinij89Ac[227]    | Torij90Th232,04       | Protaktinij91Pa231,04 | Uran92U238,03      | Neptunij93Np[237] | Plutonij94Pu[244] | Americij95Am[243]   | Kirij96Cm[247]       | Berkelij97Bk[247]   | Kalifornij98Cf[251]  | Ainštajnij99Es[252] | Fermij100Fm[257]   | Mendelevij101Md[258] | Nobelij102No[259]    |                 |                    |

- Ca: 40,078 — Formalna kratka vrednost, zaokroženo [23]
- Po: [209] — masno število najstabilnejšega izotopa

| blok s | blok f | blok d | blok p |

Lastnosti kemičnih elementov so pogosto povzete s tabelo periodnega sistema elementov, ki organizira elemente s povečevanjem atomskega števila v vrstice ("periode" ), v katerih si stolpci ( "skupine" ) delijo ponavljajoče se ("periodične") fizične in kemične lastnosti. Trenutna standardna tabela (od leta 2021) vsebuje 118 potrjenih elementov.
Čeprav obstajajo predhodniki te predstavitve, njen izum na splošno pripisujejo ruskemu kemiku Dmitriju Mendelejevu iz leta 1869, ki je s tabelo želel ponazoriti ponavljajoče se trende v lastnostih elementov. Postavitev tabele je bila sčasoma izpopolnjena in razširjena, saj so bili odkriti novi elementi in razviti novi teoretični modeli za razlago kemičnega obnašanja.
Uporaba periodne tabele je zdaj vseprisotna v akademski disciplini kemije, saj zagotavlja izjemno uporaben okvir za razvrščanje, sistematizacijo in primerjavo vseh številnih različnih oblik kemičnega vedenja. Tabela je našla široko uporabo tudi v fiziki, geologiji, biologiji, inženirstvu, kmetijstvu, medicini, prehrani, zdravju okolja in astronomiji. Njena načela so še posebej pomembna v kemijskem inženirstvu.

## Seznam znanih 118 elementov
Sledeča sortirna tabela prikazuje 118 znanih kemičnih elementov.
- Vrstno število, Element in Smbol so unikatni identifikatorji.
- Imena elementov so slovenska.
- Barva ozadja Simbola označuje blok periodnega sistema vsakega elementa posebej: rdeča = s-blok, rumena = p-blok, modra = d-blok, zelena = f-blok.
- Skupina in perioda se nanašata na pozicijo elementa v periodnem sistemu elementov. Številke skupin prikazujejo trenutno sprejeto številčenje.

| Seznam kemijskih elementov | Seznam kemijskih elementov | Seznam kemijskih elementov | Seznam kemijskih elementov | Seznam kemijskih elementov | Seznam kemijskih elementov | Seznam kemijskih elementov | Seznam kemijskih elementov | Seznam kemijskih elementov | Seznam kemijskih elementov | Seznam kemijskih elementov | Seznam kemijskih elementov | Seznam kemijskih elementov | Seznam kemijskih elementov   | Seznam kemijskih elementov | Seznam kemijskih elementov |
| Element                    | Element                    | Element                    | Izvor imena Sinonimi | Skupina                    | Perioda                    | Blok                       | Standardna atomska teža    | Gostota                    | Tališče                    | Vrelišče                   | Specifična toplota         | Elektronegativnost         | Pogostost v zemeljski skorji | Izvor                      | Faza pri s.t.              |
| Vrstno število Z           | Simbol                     | Ime                        | |                            |                            |                            | (Da)                       | (⁠g/cm3⁠)                    | (K)                        | (K)                        | (⁠J/g · K⁠)                  |                            | (⁠mg/kg⁠)                      |                            |                            |
| -------------------------- | -------------------------- | -------------------------- | --- | -------------------------- | -------------------------- | -------------------------- | -------------------------- | -------------------------- | -------------------------- | -------------------------- | -------------------------- | -------------------------- | ---------------------------- | -------------------------- | -------------------------- |
| 1                          | H                          | Vodik                      | grška elementa hydro- in -gen, 'vodo-tvorec' Sinonimi: hidrogen, vodenec                                                                                  | 1                          | 1                          | blok s                     | 1,008                      | 0,00008988                 | 14,01                      | 20,28                      | 14,304                     | 2,20                       | 1400                         | prvobitno                  | plin                       |
| 2                          | He                         | Helij                      | grško hḗlios, 'sonce' | 18                         | 1                          | blok s                     | 4,0026                     | 0,0001785                  | –                          | 4,22                       | 5,193                      | –                          | 0,008                        | prvobitno                  | plin                       |
| 3                          | Li                         | Litij                      | grško líthos, 'kamen' | 1                          | 2                          | blok s                     | 6,94                       | 0,534                      | 453,69                     | 1560                       | 3,582                      | 0,98                       | 20                           | prvobitno                  | trdnina                    |
| 4                          | Be                         | Berilij                    | Beril, mineral (izhaja iz imena Belur v Severni Indiji)                                                                                                   | 2                          | 2                          | blok s                     | 9,0122                     | 1,85                       | 1560                       | 2742                       | 1,825                      | 1,57                       | 2,8                          | prvobitno                  | trdnina                    |
| 5                          | B                          | Bor                        | Boraks, mineral (iz arabščine bawraq) | 13                         | 2                          | blok p                     | 10,81                      | 2,34                       | 2349                       | 4200                       | 1,026                      | 2,04                       | 10                           | prvobitno                  | trdnina                    |
| 6                          | C                          | Ogljik                     | Izpeljano iz oglje po zgledu nemške Kohlenstoff ogljik; latinsko carbo, 'premog'                                                                          | 14                         | 2                          | blok p                     | 12,011                     | 2,267                      | >4000                      | 4300                       | 0,709                      | 2,55                       | 200                          | prvobitno                  | trdnina                    |
| 7                          | N                          | Dušik                      | Izpeljano iz dušiti, ker dušik zaduši plamen, ko temu zmanjka kisika; grško nítron 'naravna sodavica' in -genos, 'ki povzroči nastanek'                   | 15                         | 2                          | blok p                     | 14,007                     | 0,0012506                  | 63,15                      | 77,36                      | 1,04                       | 3,04                       | 19                           | prvobitno                  | plin                       |
| 8                          | O                          | Kisik                      | Izpeljano iz kȋs po zgledu novolatinske oxygenium; grško oksýs 'oster, kisel in -genos, 'ki povzroči nastanek' Sinonimi: kislec, oksigen                  | 16                         | 2                          | blok p                     | 15,999                     | 0,001429                   | 54,36                      | 90,20                      | 0,918                      | 3,44                       | 461000                       | prvobitno                  | plin                       |
| 9                          | F                          | Fluor                      | Latinsko fluere, 'tekočina, teči' | 17                         | 2                          | blok p                     | 18,998                     | 0,001696                   | 53,53                      | 85,03                      | 0,824                      | 3,98                       | 585                          | prvobitno                  | plin                       |
| 10                         | Ne                         | Neon                       | grško néos, 'nov' | 18                         | 2                          | blok p                     | 20,180                     | 0,0008999                  | 24,56                      | 27,07                      | 1,03                       | –                          | 0,005                        | prvobitno                  | plin                       |
| 11                         | Na                         | Natrij                     | Prevzeto (eventualno prek nemške Natrium) iz novolatinske natrium, kar je izpeljano iz francoske 'natron'                                                 | 1                          | 3                          | blok s                     | 22,990                     | 0,971                      | 370,87                     | 1156                       | 1,228                      | 0,93                       | 23600                        | prvobitno                  | trdnina                    |
| 12                         | Mg                         | Magnezij                   | Magnesia, prefektura v Vzhodni Tesaliji v Grčiji | 2                          | 3                          | blok s                     | 24,305                     | 1,738                      | 923                        | 1363                       | 1,023                      | 1,31                       | 23300                        | prvobitno                  | trdnina                    |
| 13                         | Al                         | Aluminij                   | alumina, iz latinščine alumen (rodilnik aluminis), 'grenka sol, alum'                                                                                     | 13                         | 3                          | blok p                     | 26,982                     | 2,698                      | 933,47                     | 2792                       | 0,897                      | 1,61                       | 82300                        | prvobitno                  | trdnina                    |
| 14                         | Si                         | Silicij                    | Latinsko silex, 'kremen' (originalno silicium) Sinonim: kremenec                                                                                          | 14                         | 3                          | blok p                     | 28,085                     | 2,3296                     | 1687                       | 3538                       | 0,705                      | 1,9                        | 282000                       | prvobitno                  | trdnina                    |
| 15                         | P                          | Fosfor                     | grško phōsphóros, 'ki nosi luč' | 15                         | 3                          | blok p                     | 30,974                     | 1,82                       | 317,30                     | 550                        | 0,769                      | 2,19                       | 1050                         | prvobitno                  | trdnina                    |
| 16                         | S                          | Žveplo                     | Prevzeto iz bavarsko starovisokonemško *swëpal, knjižno nemško Schwefel ‛žveplo’; latinsko sulphur                                                        | 16                         | 3                          | blok p                     | 32,06                      | 2,067                      | 388,36                     | 717,87                     | 0,71                       | 2,58                       | 350                          | prvobitno                  | trdnina                    |
| 17                         | Cl                         | Klor                       | grško chlōrós, 'zelenkasto rumen' | 17                         | 3                          | blok p                     | 35,45                      | 0,003214                   | 171,6                      | 239,11                     | 0,479                      | 3,16                       | 145                          | prvobitno                  | plin                       |
| 18                         | Ar                         | Argon                      | grško argós, 'miren' (zaradi njegove kemijske inertnosti)                                                                                                 | 18                         | 3                          | blok p                     | 39,95                      | 0,0017837                  | 83,80                      | 87,30                      | 0,52                       | –                          | 3,5                          | prvobitno                  | plin                       |
| 19                         | K                          | Kalij                      | Tujka, prevzeta po zgledu nemške Kali, Kalium in francoske kali iz novolatinske kalium, nastalo iz arabske al ḳalī 'pepelika, kalijev karbonat'           | 1                          | 4                          | blok s                     | 39,098                     | 0,862                      | 336,53                     | 1032                       | 0,757                      | 0,82                       | 20900                        | prvobitno                  | trdnina                    |
| 20                         | Ca                         | Kalcij                     | Tujka, prevzeta prek nemške Kalzium iz angleške calcium, kar je umetno narejena beseda iz latinske calx, 'apnenec'                                        | 2                          | 4                          | blok s                     | 40,078                     | 1,54                       | 1115                       | 1757                       | 0,647                      | 1,00                       | 41500                        | prvobitno                  | trdnina                    |
| 21                         | Sc                         | Skandij                    | Latinsko Scandia, 'Skandinavija' | 3                          | 4                          | blok d                     | 44,956                     | 2,989                      | 1814                       | 3109                       | 0,568                      | 1,36                       | 22                           | prvobitno                  | trdnina                    |
| 22                         | Ti                         | Titan                      | Titan | 4                          | 4                          | blok d                     | 47,867                     | 4,54                       | 1941                       | 3560                       | 0,523                      | 1,54                       | 5650                         | prvobitno                  | trdnina                    |
| 23                         | V                          | Vanadij                    | Vanadis, staronorveško ime skandinavske boginje Freyja | 5                          | 4                          | blok d                     | 50,942                     | 6,11                       | 2183                       | 3680                       | 0,489                      | 1,63                       | 120                          | prvobitno                  | trdnina                    |
| 24                         | Cr                         | Krom                       | grško chróma, 'barva' | 6                          | 4                          | blok d                     | 51,996                     | 7,15                       | 2180                       | 2944                       | 0,449                      | 1,66                       | 102                          | prvobitno                  | trdnina                    |
| 25                         | Mn                         | Mangan                     | Prevzeto iz nemške Mangan, kar je skrajšano iz stararonemške Manganesium                                                                                  | 7                          | 4                          | blok d                     | 54,938                     | 7,44                       | 1519                       | 2334                       | 0,479                      | 1,55                       | 950                          | prvobitno                  | trdnina                    |
| 26                         | Fe                         | Železo                     | starocerkvenoslovansko želězo (simbol Fe izhaja iz latinske ferrum)                                                                                       | 8                          | 4                          | blok d                     | 55,845                     | 7,874                      | 1811                       | 3134                       | 0,449                      | 1,83                       | 56300                        | prvobitno                  | trdnina                    |
| 27                         | Co                         | Kobalt                     | Nemško Kobold, 'škrat' | 9                          | 4                          | blok d                     | 58,933                     | 8,86                       | 1768                       | 3200                       | 0,421                      | 1,88                       | 25                           | prvobitno                  | trdnina                    |
| 28                         | Ni                         | Nikelj                     | Prevzeto prek nemške Nickel iz švedske nickel 'parkelj, hudič, ki spremlja Miklavža 5. decembra zvečer'                                                   | 10                         | 4                          | blok d                     | 58,693                     | 8,912                      | 1728                       | 3186                       | 0,444                      | 1,91                       | 84                           | prvobitno                  | trdnina                    |
| 29                         | Cu                         | Baker                      | Prevzeto iz hrvaško, srbsko bàkar, staroslovanska beseda za ‛baker’ je '*mȅdь'; (latinsko cuprum)                                                         | 11                         | 4                          | blok d                     | 63,546                     | 8,96                       | 1357,77                    | 2835                       | 0,385                      | 1,90                       | 60                           | prvobitno                  | trdnina                    |
| 30                         | Zn                         | Cink                       | Prevzeto iz nemške Zinke, 'konica, zobec' | 12                         | 4                          | blok d                     | 65,38                      | 7,134                      | 692,88                     | 1180                       | 0,388                      | 1,65                       | 70                           | prvobitno                  | trdnina                    |
| 31                         | Ga                         | Galij                      | Latinsko Galija, 'Francija' | 13                         | 4                          | blok p                     | 69,723                     | 5,907                      | 302,9146                   | 2673                       | 0,371                      | 1,81                       | 19                           | prvobitno                  | trdnina                    |
| 32                         | Ge                         | Germanij                   | Latinsko Germanija, 'Nemčija' | 14                         | 4                          | blok p                     | 72,630                     | 5,323                      | 1211,40                    | 3106                       | 0,32                       | 2,01                       | 1,5                          | prvobitno                  | trdnina                    |
| 33                         | As                         | Arzen                      | Francosko arsenic, iz grške arsenikón 'oranžnorumeni avripigment' (iz stareiranščine *zarniya-ka, 'zlat'                                                  | 15                         | 4                          | blok p                     | 74,922                     | 5,776                      | 1090                       | 887                        | 0,329                      | 2,18                       | 1,8                          | prvobitno                  | trdnina                    |
| 34                         | Se                         | Selen                      | grško selḗnē, 'luna' | 16                         | 4                          | blok p                     | 78,971                     | 4,809                      | 453                        | 958                        | 0,321                      | 2,55                       | 0,05                         | prvobitno                  | trdnina                    |
| 35                         | Br                         | Brom                       | grško brômos, 'smrad' | 17                         | 4                          | blok p                     | 79,904                     | 3,122                      | 265,8                      | 332,0                      | 0,474                      | 2,96                       | 2,4                          | prvobitno                  | kapljevina                 |
| 36                         | Kr                         | Kripton                    | grško kryptós, 'skrit' | 18                         | 4                          | blok p                     | 83,798                     | 0,003733                   | 115,79                     | 119,93                     | 0,248                      | 3,00                       | 1×10−4                       | prvobitno                  | plin                       |
| 37                         | Rb                         | Rubidij                    | Latinsko rubidus, 'rdeč' | 1                          | 5                          | blok s                     | 85,468                     | 1,532                      | 312,46                     | 961                        | 0,363                      | 0,82                       | 90                           | prvobitno                  | trdnina                    |
| 38                         | Sr                         | Stroncij                   | Strontian, vas na Škotskem, kjer so ga odkrili | 2                          | 5                          | blok s                     | 87,62                      | 2,64                       | 1050                       | 1655                       | 0,301                      | 0,95                       | 370                          | prvobitno                  | trdnina                    |
| 39                         | Y                          | Itrij                      | Ytterby, Švedska, kjer so ga odkrili; glej tudi terbij, erbij, iterbij                                                                                    | 3                          | 5                          | blok d                     | 88,906                     | 4,469                      | 1799                       | 3609                       | 0,298                      | 1,22                       | 33                           | prvobitno                  | trdnina                    |
| 40                         | Zr                         | Cirkonij                   | Cirkonij | 4                          | 5                          | blok d                     | 91,224                     | 6,506                      | 2128                       | 4682                       | 0,278                      | 1,33                       | 165                          | prvobitno                  | trdnina                    |
| 41                         | Nb                         | Niobij                     | Nioba, hči kralja Tantala iz grške mitologije; glej tudi tantal                                                                                           | 5                          | 5                          | blok d                     | 92,906                     | 8,57                       | 2750                       | 5017                       | 0,265                      | 1,6                        | 20                           | prvobitno                  | trdnina                    |
| 42                         | Mo                         | Molibden                   | grško molýbdaina, 'kos svinca', iz mólybdos, 'svinec', zaradi zamenjave s svinčevo rudo galenit (PbS)                                                     | 6                          | 5                          | blok d                     | 95,95                      | 10,22                      | 2896                       | 4912                       | 0,251                      | 2,16                       | 1,2                          | prvobitno                  | trdnina                    |
| 43                         | Tc                         | Tehnecij                   | grško tekhnētós, 'umeten' | 7                          | 5                          | blok d                     | [97]                       | 11,5                       | 2430                       | 4538                       | –                          | 1,9                        | ~ 3×10−9                     | iz razpada                 | trdnina                    |
| 44                         | Ru                         | Rutenij                    | novolatinsko Rutenija, 'Rusija' | 8                          | 5                          | blok d                     | 101,07                     | 12,37                      | 2607                       | 4423                       | 0,238                      | 2,2                        | 0,001                        | prvobitno                  | trdnina                    |
| 45                         | Rh                         | Rodij                      | grško rhodóeis, 'rožnato obarvano', iz rhódon, 'Rosa' | 9                          | 5                          | blok d                     | 102,91                     | 12,41                      | 2237                       | 3968                       | 0,243                      | 2,28                       | 0,001                        | prvobitno                  | trdnina                    |
| 46                         | Pd                         | Paladij                    | Asteroid Palas, planet v času odkritja elementa | 10                         | 5                          | blok d                     | 106,42                     | 12,02                      | 1828,05                    | 3236                       | 0,244                      | 2,20                       | 0,015                        | prvobitno                  | trdnina                    |
| 47                         | Ag                         | Srebro                     | Slovenska beseda · Simbol Ag izhaja iz latinske argentum                                                                                                  | 11                         | 5                          | blok d                     | 107,87                     | 10,501                     | 1234,93                    | 2435                       | 0,235                      | 1,93                       | 0,075                        | prvobitno                  | trdnina                    |
| 48                         | Cd                         | Kadmij                     | Novolatinsko cadmia, kralj Kadmos | 12                         | 5                          | blok d                     | 112,41                     | 8,69                       | 594,22                     | 1040                       | 0,232                      | 1,69                       | 0,159                        | prvobitno                  | trdnina                    |
| 49                         | In                         | Indij                      | Latinsko indicum, 'indigo' (barva med modro in vijolično)                                                                                                 | 13                         | 5                          | blok p                     | 114,82                     | 7,31                       | 429,75                     | 2345                       | 0,233                      | 1,78                       | 0,25                         | prvobitno                  | trdnina                    |
| 50                         | Sn                         | Kositer                    | Prevzeto prek hrvaške, srbske kòsitar in cerkvenoslovanske kositrъ iz grške kassíteros Sinonim: cin                                                       | 14                         | 5                          | blok p                     | 118,71                     | 7,287                      | 505,08                     | 2875                       | 0,228                      | 1,96                       | 2,3                          | prvobitno                  | trdnina                    |
| 51                         | Sb                         | Antimon                    | prevzeto prek nemške Antimon, latinsko antimonium, nejasnega izvora · Simbol Sb izhaja iz latinske stibium                                                | 15                         | 5                          | blok p                     | 121,76                     | 6,685                      | 903,78                     | 1860                       | 0,207                      | 2,05                       | 0,2                          | prvobitno                  | trdnina                    |
| 52                         | Te                         | Telur                      | prevzeto prek nemške Tellur, latinsko tellus, 'zemlja' | 16                         | 5                          | blok p                     | 127,60                     | 6,232                      | 722,66                     | 1261                       | 0,202                      | 2,1                        | 0,001                        | prvobitno                  | trdnina                    |
| 53                         | I                          | Jod                        | prevzeto prek nemške Jod iz francoske iode, iz grške ioeidḗs, 'vijoličast'                                                                                | 17                         | 5                          | blok p                     | 126,90                     | 4,93                       | 386,85                     | 457,4                      | 0,214                      | 2,66                       | 0,45                         | prvobitno                  | trdnina                    |
| 54                         | Xe                         | Ksenon                     | prevzeto prek angleške xenon, grško xénon 'tuj' | 18                         | 5                          | blok p                     | 131,29                     | 0,005887                   | 161,4                      | 165,03                     | 0,158                      | 2,60                       | 3×10−5                       | prvobitno                  | plin                       |
| 55                         | Cs                         | Cezij                      | prevzeto prek nemške Cäsium, latinsko caesius, 'modrosiv'                                                                                                 | 1                          | 6                          | blok s                     | 132,91                     | 1,873                      | 301,59                     | 944                        | 0,242                      | 0,79                       | 3                            | prvobitno                  | trdnina                    |
| 56                         | Ba                         | Barij                      | grško barýs, 'težek' | 2                          | 6                          | blok s                     | 137,33                     | 3,594                      | 1000                       | 2170                       | 0,204                      | 0,89                       | 425                          | prvobitno                  | trdnina                    |
| 57                         | La                         | Lantan                     | grško lanthánein, 'skrito' | n/a                        | 6                          | blok f                     | 138,91                     | 6,145                      | 1193                       | 3737                       | 0,195                      | 1,1                        | 39                           | prvobitno                  | trdnina                    |
| 58                         | Ce                         | Cerij                      | pritlikavi planet Cerera, planet v času odkritja elementa                                                                                                 | n/a                        | 6                          | blok f                     | 140,12                     | 6,77                       | 1068                       | 3716                       | 0,192                      | 1,12                       | 66,5                         | prvobitno                  | trdnina                    |
| 59                         | Pr                         | Prazeodim                  | grško prásios dídymos, 'zeleni dvojček' | n/a                        | 6                          | blok f                     | 140,91                     | 6,773                      | 1208                       | 3793                       | 0,193                      | 1,13                       | 9,2                          | prvobitno                  | trdnina                    |
| 60                         | Nd                         | Neodim                     | grško néos dídymos, 'novi dvojček' | n/a                        | 6                          | blok f                     | 144,24                     | 7,007                      | 1297                       | 3347                       | 0,19                       | 1,14                       | 41,5                         | prvobitno                  | trdnina                    |
| 61                         | Pm                         | Prometij                   | Prometej iz grške mitologije | n/a                        | 6                          | blok f                     | [145]                      | 7,26                       | 1315                       | 3273                       | –                          | 1,13                       | 2×10−19                      | prvobitno                  | trdnina                    |
| 62                         | Sm                         | Samarij                    | Samarskite, mineral poimenovan po Vasiliju Samarskem | n/a                        | 6                          | blok f                     | 150,36                     | 7,52                       | 1345                       | 2067                       | 0,197                      | 1,17                       | 7,05                         | prvobitno                  | trdnina                    |
| 63                         | Eu                         | Evropij                    | Evropa | n/a                        | 6                          | blok f                     | 151,96                     | 5,243                      | 1099                       | 1802                       | 0,182                      | 1,2                        | 2                            | prvobitno                  | trdnina                    |
| 64                         | Gd                         | Gadolinij                  | Gadolinit, mineral poimenovan po finskem mineralogu Johanu Gadolinu                                                                                       | n/a                        | 6                          | blok f                     | 157,25                     | 7,895                      | 1585                       | 3546                       | 0,236                      | 1,2                        | 6,2                          | prvobitno                  | trdnina                    |
| 65                         | Tb                         | Terbij                     | Ytterby, Švedska, kjer so ga našli; glej tudi itrij, erbij, iterbij                                                                                       | n/a                        | 6                          | blok f                     | 158,93                     | 8,229                      | 1629                       | 3503                       | 0,182                      | 1,2                        | 1,2                          | prvobitno                  | trdnina                    |
| 66                         | Dy                         | Disprozij                  | grško dysprósitos, 'težko dobiti' | n/a                        | 6                          | blok f                     | 162,50                     | 8,55                       | 1680                       | 2840                       | 0,17                       | 1,22                       | 5,2                          | prvobitno                  | trdnina                    |
| 67                         | Ho                         | Holmij                     | novolatinsko Holmia, 'Stockholm' | n/a                        | 6                          | blok f                     | 164,93                     | 8,795                      | 1734                       | 2993                       | 0,165                      | 1,23                       | 1,3                          | prvobitno                  | trdnina                    |
| 68                         | Er                         | Erbij                      | Ytterby, Švedska, kjer so ga našli; glej tudi itrij, terbij, iterbij                                                                                      | n/a                        | 6                          | blok f                     | 167,26                     | 9,066                      | 1802                       | 3141                       | 0,168                      | 1,24                       | 3,5                          | prvobitno                  | trdnina                    |
| 69                         | Tm                         | Tulij                      | Tule, staroveško ime za nepotrjeno lokacijo na severu | n/a                        | 6                          | blok f                     | 168,93                     | 9,321                      | 1818                       | 2223                       | 0,16                       | 1,25                       | 0,52                         | prvobitno                  | trdnina                    |
| 70                         | Yb                         | Iterbij                    | Ytterby, Švedska, kjer so ga našli; glej tudi itrij, terbij, erbij                                                                                        | n/a                        | 6                          | blok f                     | 173,05                     | 6,965                      | 1097                       | 1469                       | 0,155                      | 1,1                        | 3,2                          | prvobitno                  | trdnina                    |
| 71                         | Lu                         | Lutecij                    | latinsko Lutetia, 'Pariz' | 3                          | 6                          | blok d                     | 174,97                     | 9,84                       | 1925                       | 3675                       | 0,154                      | 1,27                       | 0,8                          | prvobitno                  | trdnina                    |
| 72                         | Hf                         | Hafnij                     | novolatinsko Hafnia, 'København' (iz danske havn, 'pristanišče')                                                                                          | 4                          | 6                          | blok d                     | 178,49                     | 13,31                      | 2506                       | 4876                       | 0,144                      | 1,3                        | 3                            | prvobitno                  | trdnina                    |
| 73                         | Ta                         | Tantal                     | kralj Tantal, iz grške mitologije; glej tudi niobij | 5                          | 6                          | blok d                     | 180,95                     | 16,654                     | 3290                       | 5731                       | 0,14                       | 1,5                        | 2                            | prvobitno                  | trdnina                    |
| 74                         | W                          | Volfram                    | prevzeto iz nemške Wolfram, zloženke iz Wolf 'volk' in srednjevisoke nemščine rām 'prašna umazanija, saje, rja'                                           | 6                          | 6                          | blok d                     | 183,84                     | 19,25                      | 3695                       | 5828                       | 0,132                      | 2,36                       | 1,3                          | prvobitno                  | trdnina                    |
| 75                         | Re                         | Renij                      | latinsko Rhenus, 'Ren' | 7                          | 6                          | blok d                     | 186,21                     | 21,02                      | 3459                       | 5869                       | 0,137                      | 1,9                        | 7×10−4                       | prvobitno                  | trdnina                    |
| 76                         | Os                         | Osmij                      | grško osmḗ, 'smrad' | 8                          | 6                          | blok d                     | 190,23                     | 22,61                      | 3306                       | 5285                       | 0,13                       | 2,2                        | 0,002                        | prvobitno                  | trdnina                    |
| 77                         | Ir                         | Iridij                     | prevzeto prek angleške, francoske iridium, nemške Iridium iz novolatinske iridium, iz grške ī̃ris 'mavrica'                                                | 9                          | 6                          | blok d                     | 192,22                     | 22,56                      | 2719                       | 4701                       | 0,131                      | 2,20                       | 0,001                        | prvobitno                  | trdnina                    |
| 78                         | Pt                         | Platina                    | prevzeto po zgledu nemške Platin, 'star', izpeljanka iz španske plata 'srebro'                                                                            | 10                         | 6                          | blok d                     | 195,08                     | 21,46                      | 2041,4                     | 4098                       | 0,133                      | 2,28                       | 0,005                        | prvobitno                  | trdnina                    |
| 79                         | Au                         | Zlato                      | Slovenska beseda: staroslovansko zlatъ 'zlat' · Simbol Au izhaja iz latinske aurum                                                                        | 11                         | 6                          | blok d                     | 196,97                     | 19,282                     | 1337,33                    | 3129                       | 0,129                      | 2,54                       | 0,004                        | prvobitno                  | trdnina                    |
| 80                         | Hg                         | Živo srebro                | Dobesedni prevod latinske argentum vīvum (iz argentum 'srebro', vīvus 'živ')                                                                              | 12                         | 6                          | blok d                     | 200,59                     | 13,5336                    | 234,43                     | 629,88                     | 0,14                       | 2,00                       | 0,085                        | prvobitno                  | kapljevina                 |
| 81                         | Tl                         | Talij                      | grško thallós, 'zeleni poganjek ali vejica' | 13                         | 6                          | blok p                     | 204,38                     | 11,85                      | 577                        | 1746                       | 0,129                      | 1,62                       | 0,85                         | prvobitno                  | trdnina                    |
| 82                         | Pb                         | Svinec                     | cerkvenoslovansko svinьcь · simbol Pb je izpeljan iz latinske plumbum                                                                                     | 14                         | 6                          | blok p                     | 207,2                      | 11,342                     | 600,61                     | 2022                       | 0,129                      | 1,87 (2+) 2,33 (4+)        | 14                           | prvobitno                  | trdnina                    |
| 83                         | Bi                         | Bizmut                     | prevzeto iz nemške Wismut, iz weiß Masse 'bela masa' | 15                         | 6                          | blok p                     | 208,98                     | 9,807                      | 544,7                      | 1837                       | 0,122                      | 2,02                       | 0,009                        | prvobitno                  | trdnina                    |
| 84                         | Po                         | Polonij                    | latinsko Polonia, 'Poljska' (domovina Marie Curie) | 16                         | 6                          | blok p                     | [209]                      | 9,32                       | 527                        | 1235                       | –                          | 2,0                        | 2×10−10                      | iz razpada                 | trdnina                    |
| 85                         | At                         | Astat                      | grško ástatos, 'nestabilnost' | 17                         | 6                          | blok p                     | [210]                      | 7                          | 575                        | 610                        | –                          | 2,2                        | 3×10−20                      | iz razpada                 | trdnina                    |
| 86                         | Rn                         | Radon                      | radijeva emanacija, originalno iz imena izotopa Radon-222                                                                                                 | 18                         | 6                          | blok p                     | [222]                      | 0,00973                    | 202                        | 211,3                      | 0,094                      | 2,2                        | 4×10−13                      | iz razpada                 | plin                       |
| 87                         | Fr                         | Francij                    | Francija, domovina odkriteljice Marguerite Perey | 1                          | 7                          | blok s                     | [223]                      | 1,87                       | 281                        | 890                        | –                          | >0,79                      | ~ 1×10−18                    | iz razpada                 | trdnina                    |
| 88                         | Ra                         | Radij                      | francosko radium, kar je izpeljano iz latinske radiāre 'sevati'                                                                                           | 2                          | 7                          | blok s                     | [226]                      | 5,5                        | 973                        | 2010                       | 0,094                      | 0,9                        | 9×10−7                       | iz razpada                 | trdnina                    |
| 89                         | Ac                         | Aktinij                    | grško aktís, 'žarek' | n/a                        | 7                          | blok f                     | [227]                      | 10,07                      | 1323                       | 3471                       | 0,12                       | 1,1                        | 5,5×10−10                    | iz razpada                 | trdnina                    |
| 90                         | Th                         | Torij                      | Thor, skandinavski bog groma | n/a                        | 7                          | blok f                     | 232,04                     | 11,72                      | 2115                       | 5061                       | 0,113                      | 1,3                        | 9,6                          | prvobitno                  | trdnina                    |
| 91                         | Pa                         | Protaktinij                | Proto- (grško prôtos, 'prvi, prej') + aktinij, ker je aktinij proizvod radioaktivnega razpada protaktinija                                                | n/a                        | 7                          | blok f                     | 231,04                     | 15,37                      | 1841                       | 4300                       | –                          | 1,5                        | 1,4×10−6                     | iz razpada                 | trdnina                    |
| 92                         | U                          | Uran                       | Uran, sedmi planet Osončja | n/a                        | 7                          | blok f                     | 238,03                     | 18,95                      | 1405,3                     | 4404                       | 0,116                      | 1,38                       | 2,7                          | prvobitno                  | trdnina                    |
| 93                         | Np                         | Neptunij                   | Neptun, osmi planet Osončja | n/a                        | 7                          | blok f                     | [237]                      | 20,45                      | 917                        | 4273                       | –                          | 1,36                       | ≤ 3×10−12                    | iz razpada                 | trdnina                    |
| 94                         | Pu                         | Plutonij                   | pritlikavi planet Pluton, deveti planet Osončja v času odkritja elementa                                                                                  | n/a                        | 7                          | blok f                     | [244]                      | 19,84                      | 912,5                      | 3501                       | –                          | 1,28                       | ≤ 3×10−11                    | iz razpada                 | trdnina                    |
| 95                         | Am                         | Americij                   | Amerika, kjer je bil element prvič umetno ustvarjen, po analogiji evropija                                                                                | n/a                        | 7                          | blok f                     | [243]                      | 13,69                      | 1449                       | 2880                       | –                          | 1,13                       | –                            | umetno                     | trdnina                    |
| 96                         | Cm                         | Kirij                      | Pierre Curie in Marie Curie, francoska fizika in kemika                                                                                                   | n/a                        | 7                          | blok f                     | [247]                      | 13,51                      | 1613                       | 3383                       | –                          | 1,28                       | –                            | umetno                     | trdnina                    |
| 97                         | Bk                         | Berkelij                   | Berkeley, Kalifornija, kjer je bil element prvič umetno ustvarjen                                                                                         | n/a                        | 7                          | blok f                     | [247]                      | 14,79                      | 1259                       | 2900                       | –                          | 1,3                        | –                            | umetno                     | trdnina                    |
| 98                         | Cf                         | Kalifornij                 | Kalifornija, kjer je bil element prvič umetno ustvarjen laboratoriju LBNL                                                                                 | n/a                        | 7                          | blok f                     | [251]                      | 15,1                       | 1173                       | (1743)                     | –                          | 1,3                        | –                            | umetno                     | trdnina                    |
| 99                         | Es                         | Ajnštajnij                 | Albert Einstein, nemški fizik | n/a                        | 7                          | blok f                     | [252]                      | 8,84                       | 1133                       | (1269)                     | –                          | 1,3                        | –                            | umetno                     | trdnina                    |
| 100                        | Fm                         | Fermij                     | Enrico Fermi, italijanski fizik | n/a                        | 7                          | blok f                     | [257]                      | (9,7)                      | (1125) (1800)              | –                          | –                          | 1,3                        | –                            | umetno                     | neznana faza               |
| 101                        | Md                         | Mendelevij                 | Dimitrij Ivanovič Mendelejev, ruski kemik in izumitelj, ki je predlagal periodni sistem elementov                                                         | n/a                        | 7                          | blok f                     | [258]                      | (10,3)                     | (1100)                     | –                          | –                          | 1,3                        | –                            | umetno                     | neznana faza               |
| 102                        | No                         | Nobelij                    | Alfred Nobel, švedski kemik in inženir | n/a                        | 7                          | blok f                     | [259]                      | (9,9)                      | (1100)                     | –                          | –                          | 1,3                        | –                            | umetno                     | neznana faza               |
| 103                        | Lr                         | Lavrencij                  | Ernest Lawrence, ameriški fizik | 3                          | 7                          | blok d                     | [266]                      | (15,6)                     | (1900)                     | –                          | –                          | 1,3                        | –                            | umetno                     | neznana faza               |
| 104                        | Rf                         | Raderfordij                | Ernest Rutherford, novozelandski kemik in fizik | 4                          | 7                          | blok d                     | [267]                      | (23,2)                     | (2400)                     | (5800)                     | –                          | –                          | –                            | umetno                     | neznana faza               |
| 105                        | Db                         | Dubnij                     | Dubna, Rusija, kjer so element odkrili v laboratoriju JINR                                                                                                | 5                          | 7                          | blok d                     | [268]                      | (29,3)                     | –                          | –                          | –                          | –                          | –                            | umetno                     | neznana faza               |
| 106                        | Sg                         | Siborgij                   | Glenn Theodore Seaborg, ameriški kemik | 6                          | 7                          | blok d                     | [269]                      | (35,0)                     | –                          | –                          | –                          | –                          | –                            | umetno                     | neznana faza               |
| 107                        | Bh                         | Borij                      | Niels Bohr, danski fizik | 7                          | 7                          | blok d                     | [270]                      | (37,1)                     | –                          | –                          | –                          | –                          | –                            | umetno                     | neznana faza               |
| 108                        | Hs                         | Hasij                      | | 8                          | 7                          | blok d                     | [269]                      | (40,7)                     | –                          | –                          | –                          | –                          | –                            | umetno                     | neznana faza               |
| 109                        | Mt                         | Majtnerij                  | Lise Meitner, avstrijsko-švedska fizičarka | 9                          | 7                          | blok d                     | [278]                      | (37,4)                     | –                          | –                          | –                          | –                          | –                            | umetno                     | neznana faza               |
| 110                        | Ds                         | Darmštatij                 | Darmstadt, Nemčija, kjer je bil element prvič umetno ustvarjen v laboratorijih GSI                                                                        | 10                         | 7                          | blok d                     | [281]                      | (34,8)                     | –                          | –                          | –                          | –                          | –                            | umetno                     | neznana faza               |
| 111                        | Rg                         | Rentgenij                  | Wilhelm Conrad Röntgen, nemški fizik | 11                         | 7                          | blok d                     | [282]                      | (28,7)                     | –                          | –                          | –                          | –                          | –                            | umetno                     | neznana faza               |
| 112                        | Cn                         | Kopernicij                 | Nikolaj Kopernik, poljski astronom | 12                         | 7                          | blok d                     | [285]                      | (14,0)                     | (283)                      | (340)                      | –                          | –                          | –                            | umetno                     | neznana faza               |
| 113                        | Nh                         | Nihonij                    | japonsko Nihon, 'Japonska' (kjer je bil element prvič umetno ustvarjen) v laboratorijih Riken                                                             | 13                         | 7                          | blok p                     | [286]                      | (16)                       | (700)                      | (1400)                     | –                          | –                          | –                            | umetno                     | neznana faza               |
| 114                        | Fl                         | Flerovij                   | Laboratorij za jedrske reakcije Flerov, del JINR, kjer je bil element prvič umetno ustvarjen; poimenovan po Georgiju Nikolajeviču Fljorovu, ruskem fiziku | 14                         | 7                          | blok p                     | [289]                      | (9,928)                    | (200)                      | (380)                      | –                          | –                          | –                            | umetno                     | neznana faza               |
| 115                        | Mc                         | Moskovij                   | Moskovska oblast, Rusija, kjer je bil element prvič umetno ustvarjen v laboratorijih JINR                                                                 | 15                         | 7                          | blok p                     | [290]                      | (13,5)                     | (700)                      | (1400)                     | –                          | –                          | –                            | umetno                     | neznana faza               |
| 116                        | Lv                         | Livermorij                 | Lawrence Livermore National Laboratory v Livermore, Kalifornija                                                                                           | 16                         | 7                          | blok p                     | [293]                      | (12,9)                     | (700)                      | (1100)                     | –                          | –                          | –                            | umetno                     | neznana faza               |
| 117                        | Ts                         | Tenes                      | Tennessee, ZDA, kjer se nahaja Oak Ridge National Laboratory                                                                                              | 17                         | 7                          | blok p                     | [294]                      | (7,2)                      | (700)                      | (883)                      | –                          | –                          | –                            | umetno                     | neznana faza               |
| 118                        | Og                         | Oganeson                   | Jurij Oganesjan, armenski fizik | 18                         | 7                          | blok p                     | [294]                      | (7)                        | (325)                      | (450)                      | –                          | –                          | –                            | umetno                     | neznana faza               |

1. 1 2 3  Standardna atomska teža  - '1,008', regular notation: conventional, abridged value (Table 2, Table 3)
  - '[97]', [ ] notation: massnumber of most stable isotope
2. 1 2 3 4 5  Vrednosti v ( ) oklepajih so predvidevanja
3. ↑  Gostota (viri)
4. ↑  Tališče v kelvinih (K) (viri)
5. ↑  Vrelišče v kelvinih (K) (viri)
6. ↑  Toplotna kapaciteta (viri)
7. ↑  Elektronegativnost po Paulingu (viri)
8. ↑  Pogostost elementov v zemeljski skorji
9. ↑  Prvobitno (=izvor iz Zemlje), iz razpada ali umetno
10. ↑  Faza pri standardnem stanju (25 °C [77 °F], 100 kPa)
11. ↑  Helijevo tališče: helium does not solidify at a pressure of 1 bar (0,99 atm). Helium can only solidify at pressures above 25 atmosphere, which corresponds to a melting point of absolute zero (0 K).
12. ↑  Arzen: element sublimes at one atmosphere of pressure.